# Estación de Vargelas
La Estación Ferroviaria de Vargelas, más conocida como Estación de Vargelas, es una infraestructura de la Línea del Duero, que sirve al Ayuntamiento de São João da Pesqueira, en el Distrito de Viseu, en Portugal.

## Características

### Localización y accesos
La Estación se encuentra junto a la localidad de Vargelas.

### Descripción física
En enero de 2011, tenía 2 vías de circulación, con 185 y 189 metros de longitud, y una plataforma, con 74 metros de longitud, y 40 centímetros de altura. En junio de 2007, sin embargo, sólo contaba con dos plataformas de 74 y 99 metros de extensión.

### Servicios
En mayo de 2011, esta estación es utilizada por servicios Interregionales de la operadora Comboios de Portugal.